# Róbert Boženík
Róbert Boženík (* 18. listopadu 1999) je slovenský profesionální fotbalista, který hraje na pozici útočníka za portugalský klub Boavista a slovenský národní tým.

## Klubová kariéra

### MŠK Žilina

#### Sezóna 2018/19
Boženík debutoval v profesionální Fortuna Lize za Žilinu 28. července 2018 proti Nitře. Žilina vyhrála 2:1, a přestože Boženíka v 73. minutě vystřídal Filip Balaj, v 54. minutě vstřelil vítězný gól týmu po asistenci Jakuba Holúbka. Během měsíce od svého debutu skóroval také proti AS Trenčín a iClinic Sereď. Před zimní přestávkou vstřelil 10 gólů, včetně jednoho proti pozdějšímu mistrovi Slovanu Bratislava při porážce 2:5 a další 2 góly proti Nitře, při vítězství 2:0. Byl vyhlášen hráčem měsíce Fortuna Ligy za říjen 2018. Po podzimní části sezóny 2018/19 byl odborníky v médiích i fanoušky korunován jedním z největších talentů ligy.[zdroj?] Dne 1. prosince 2018 Žilina oznámila prodloužení smlouvy do června 2022.
V jarní části sezony se Boženík trápil s návratem formy z předchozích měsíců. Přesto v závěrečném kole hlavní části sezóny Fortuna Ligy, v zápase proti ŽP Šport Podbrezová, Boženík v 76. minutě vystřídal Filipa Balaje a o necelou minutu později vstřelil vítězný gól na 2:1. Od té doby trvalo Boženíkovi 9 ligových zápasů, než opět skóroval. Dva góly vstřelil ve Slovnaft Cupu, jeden ve druhém utkání semifinále proti Zemplínu Michalovce a druhý v nepovedeném finálovém utkání proti FC Spartak Trnava (Boženík byl také jedním z hráčů, kteří v rozstřelu neproměnili penaltu). V lize skóroval až za 2 a půl měsíce, když v posledním zápase sezóny vstřelil dva góly proti Ružomberoku při výhře 4:2.
Celkově Boženík zakončil sezónu s 15 góly v 39 soutěžních zápasech za Žilinu. S 13 góly ve Fortuna Lize byl druhým nejlepším střelcem sezony za Andražem Šporarem (29 gólů).
Po sezóně, na začátku června, kdy se Boženík připravoval na přátelský dvojzápas s Jordánskem a Ázerbájdžánem, bylo oznámeno, že belgický mistr, KRC Genk, projevil zájem jak o Boženíka, tak o jeho reprezentačního kolegu a záložníka Viktorie Plzeň Patrika Hrošovského. Žilina zřejmě požadovala poplatek za přestup ve výši 4 milionů eur. Pro Žilinu by to znamenalo třetí nejdražší odchod a 4. v historii Fortuna ligy, hned za přestupy Bénese, Hancka a Dubovského, ale před hráči jako Nemanja Matić, Tomáš Hubočan nebo druhý nejvytíženější slovenský reprezentant Miroslav Karhan.

#### Sezóna 2019/20
Na základě výkonů v minulé sezoně se očekávalo, že se Boženík zařadí mezi nejlepší střelce Fortuna Ligy i v nové sezoně. Místo toho Ján Bernát, mladý, tehdy 18letý ofenzivní záložník, hrající také za MŠK Žilina, vedl až do 8. kola tabulku nejlepších střelců s 5 góly na kontě. Ve stejném časovém období vstřelil Boženík pouze dva góly Ružomberoku a Senici. Jeho gól proti Senici při výhře 5:0 z 31. srpna 2019 přispěl Žilině k postupu do čela tabulky Fortuna Ligy. Boženík dokázal 21. září skórovat i proti nováčkovi soutěže FK Pohronie a společně s Filipem Kašou zajistili vítězství 2:1. Ukázalo se, že to byl Boženíkův poslední gól v klubu, protože v nadcházejících 7 ligových zápasech neskóroval.
Během této půlsezóny strávené v klubu pod Dubňom zaznamenal 3 góly v 16 ligových zápasech. Ve stejné fázi předchozí sezóny zaznamenal 10 gólů. Jednou se objevil také ve Slovnaft Cupu, kde nastoupil jako taktický náhradník, aby se vyhnul nepříjemnému vyřazení, a to v zápase proti Odevě Lipany, která hrála ve 3. lize. Žilina vyhrála těsně 1:0 po gólu Patrika Mysloviče. Během vyloučení za žluté karty se Boženík objevil i v jediném zápase 2. ligy, proti Komárnu (1:1), v rezervním týmu Žiliny, 27. října 2019. Pozdním vyrovnáním zajistil Žilině bod.

### Feyenoord
Dne 27. ledna 2020 podepsal Boženík smlouvu na 4 a půl roku s nizozemským klubem Feyenoord za poplatek ve výši 4,6 milionu eur. Sportovní ředitel Frank Arnesen popsal Boženíka jako „mladého hráče a velký talent, který zde dostane čas na růst a rozvoj“. Vzhledem k tomu, že jeho dres s číslem 9 oblékl dánský útočník Nicolai Jørgensen, Boženík zvolil číslo 19.
Boženík nezasáhl do utkání KNVB Cupu proti Fortuně Sittard, jež se hrálo již následující den, a debutoval tak v Eredivisi až 1. února 2020 proti Emmenu na De Kuip. Feyenoord vyhrál zápas 3:0 po gólech Oğuzhana Özyakupa, Nicolaie Jørgensena a Luise Sinisterry. Posledního jmenovaného vystřídal v 82. minutě právě Boženík. I přes krátkou herní dobu si Boženík dokázal vytvořit několik málo šancí ke skórování. Svůj první gól za klub vstřelil 16. února 2020, když v 88. minutě ve venkovním zápase proti PEC Zwolle poslal Feyenoord do vedení 3:4 a zajistil mu tři body.

### Boavista
Dne 13. července 2022 Feyenoord oznámil hostování Boženíka v Boavistě s budoucí opcí na odkup. V této sezóně odehrál 27 zápasů a vstřelil 4 góly ve všech soutěžích. Dne 11. července 2023 Boavista oznámila, že využila opci na koupi, přičemž Boženík zde podepsal tříletou smlouvu. Zprávy naznačovaly, že i když poplatek vložený do původní smlouvy činil 2,5 milionu eur, Boavistě se podařilo vyjednat jeho snížení na 850 000 eur.
Dne 15. srpna 2023 vstřelil Boženík 2 góly v domácím vítězném zápase 3:2 proti Benfice v prvním zápase sezóny Primeira Ligy 2023/24.

## Reprezentační kariéra
Dne 18. října 2018 na tiskové konferenci, na níž bývalý trenér slovenského národního týmu Ján Kozák vysvětloval své rozhodnutí rezignovat, označil Boženíka za Rohožníka (podle obce v okrese Malacky na západním Slovensku). Kozák tvrdil, že Boženík navzdory svému talentu ještě není připraven na reprezentaci s odkazem na zjevné tlaky žilinských manažerů a zájmových skupin. Boženík na incident opakovaně reagoval velmi klidně, smál se mu jako omylu a deklaroval soustředění na svou hru a výkony. Dokonce tvrdil, že zpočátku nevěděl, že Kozák mluví o něm.
Boženík debutoval za slovenskou reprezentaci 7. června 2019 v přátelském utkání proti Jordánsku jako poločasový náhradník za Pavola Šafranka.
Boženík vstřelil svůj první reprezentační gól proti Maďarsku ve vypjatém kvalifikačním derby 9. září 2019. Po fyzicky náročném zápase, ve kterém utrpěl řadu zákroků, byl Boženík pochválen médii i fanoušky za vítězný gól a herní projev. Dne 13. října 2019 vstřelil jediný gól Slovenska v přátelském utkání proti Paraguayi. Zápas byl rozlučkovým zápasem pro obránce Martina Škrtela, Tomáše Hubočana a útočníka Adama Nemce. V základní jedenáctce zazářil Nemec, ale zhruba po půlhodině ho vystřídal Boženík. Nejlepší slovenský střelec předchozích let Nemec řekl, že v Boženíkovi vidí velkou budoucnost a možnou náhradu, a dodal, že mladík bude potřebovat řadu podobných zápasů, aby dozrál. Ke vstřelení branky Boženík využil přihrávku od Lászla Bénese, ale Slovensko pouze vyrovnalo na 1:1.

## Statistiky

### Klubové
Platí k zápasu hranému 30. září 2023.
| Klub                           | Sezóna            | Liga              | Liga   | Liga | Národní pohár | Národní pohár | Ligový pohár | Ligový pohár | Kontinentální | Kontinentální | Celkově | Celkově |
| Klub                           | Sezóna            | Divize            | Zápasy | Góly | Zápasy        | Góly          | Zápasy       | Góly         | Zápasy        | Góly          | Zápasy  | Góly    |
| ------------------------------ | ----------------- | ----------------- | ------ | ---- | ------------- | ------------- | ------------ | ------------ | ------------- | ------------- | ------- | ------- |
| Žilina B                       | 2015/16           | 2. liga           | 2      | 0    | —             | —             | —            | —            | —             | —             | 2       | 0       |
| Žilina B                       | 2016/17           | 2. liga           | 11     | 1    | —             | —             | —            | —            | —             | —             | 11      | 1       |
| Žilina B                       | 2017/18           | 2. liga           | 11     | 6    | —             | —             | —            | —            | —             | —             | 11      | 6       |
| Žilina B                       | 2019/20           | 2. liga           | 1      | 1    | —             | —             | —            | —            | —             | —             | 1       | 1       |
| Žilina B                       | Celkově           | Celkově           | 25     | 8    | —             | —             | —            | —            | —             | —             | 25      | 8       |
| Žilina                         | 2017/18           | 1. liga           | 0      | 0    | 2             | 1             | —            | —            | 0             | 0             | 2       | 1       |
| Žilina                         | 2018/19           | 1. liga           | 32     | 13   | 7             | 2             | —            | —            | —             | —             | 39      | 15      |
| Žilina                         | 2019/20           | 1. liga           | 16     | 3    | 1             | 0             | —            | —            | —             | —             | 17      | 3       |
| Žilina                         | Celkově           | Celkově           | 48     | 16   | 10            | 3             | —            | —            | 0             | 0             | 58      | 19      |
| Feyenoord                      | 2019/20           | Eredivisie        | 5      | 2    | 1             | 1             | —            | —            | 0             | 0             | 6       | 3       |
| Feyenoord                      | 2020/21           | Eredivisie        | 16     | 1    | 0             | 0             | —            | —            | 0             | 0             | 16      | 1       |
| Feyenoord                      | 2021/22           | Eredivisie        | 1      | 0    | 0             | 0             | —            | —            | 5             | 0             | 6       | 0       |
| Feyenoord                      | Celkově           | Celkově           | 22     | 3    | 1             | 1             | —            | —            | 5             | 0             | 28      | 4       |
| Fortuna Düsseldorf (hostování) | 2021/22           | 2. Bundesliga     | 20     | 2    | 1             | 0             | —            | —            | 0             | 0             | 21      | 2       |
| Boavista (hostování)           | 2022/23           | Primeira Liga     | 23     | 4    | 1             | 0             | 3            | 0            | —             | —             | 27      | 4       |
| Boavista                       | 2023/24           | Primeira Liga     | 7      | 5    | 0             | 0             | 1            | 0            | —             | —             | 8       | 5       |
| Boavista                       | Celkově           | Celkově           | 30     | 9    | 1             | 0             | 4            | 0            | —             | —             | 35      | 9       |
| Celkově v kariéře              | Celkově v kariéře | Celkově v kariéře | 145    | 38   | 13            | 4             | 4            | 0            | 5             | 0             | 167     | 42      |

### Reprezentační
Platí k zápasu hranému 11. září 2023.
| Národní tým | Rok     | Zápasy | Góly |
| ----------- | ------- | ------ | ---- |
| Slovensko   | 2019    | 8      | 4    |
| Slovensko   | 2020    | 5      | 0    |
| Slovensko   | 2021    | 9      | 1    |
| Slovensko   | 2022    | 7      | 0    |
| Slovensko   | 2023    | 4      | 0    |
| Celkově     | Celkově | 33     | 5    |

#### Reprezentační góly
Skóre a výsledky Slovenska jsou vždy zapsány jako první. Góly Róberta Boženíka jsou zvýrazněny.
| Gól | Datum              | Místo                                          | Zápas | Soupeř      | Skóre | Výsledek | Soutěž                                            |
| --- | ------------------ | ---------------------------------------------- | ----- | ----------- | ----- | -------- | ------------------------------------------------- |
| 1.  | 9. září 2019       | Groupama Arena, Budapešť, Maďarsko             | 4.    | Maďarsko    | 2:1   | 2:1      | Kvalifikace na Mistrovství Evropy ve fotbale 2020 |
| 2.  | 13. října 2019     | Tehelné pole, Bratislava, Slovensko            | 6.    | Paraguay    | 1:0   | 1:1      | Přátelský zápas                                   |
| 3.  | 16. listopadu 2019 | Stadion Rujevica, Rijeka, Chorvatsko           | 7.    | Chorvatsko  | 1:0   | 1:3      | Kvalifikace na Mistrovství Evropy ve fotbale 2020 |
| 4.  | 19. listopadu 2019 | Štadión Antona Malatinského, Trnava, Slovensko | 8.    | Ázerbájdžán | 1:0   | 2:0      | Kvalifikace na Mistrovství Evropy ve fotbale 2020 |
| 5.  | 1. září 2021       | Stožice Stadium, Lublaň, Slovinsko             | 17.   | Slovinsko   | 1:0   | 1:1      | Kvalifikace na Mistrovství světa ve fotbale 2022  |

## Úspěchy
Individuální
- Slovenský fotbalista roku: 2019